# عبدالاله العمری
عبدالاله العمری (عربی: عبدالإله العمري؛ زادهٔ ۱۵ ژانویهٔ ۱۹۹۷) بازیکن فوتبال اهل عربستان سعودی است که در پست مدافع میانی برای باشگاه فوتبال النصر بازی میکند.

## سابقه باشگاهی

### النصر
عبدالاله العمری از تیم های پایه النصر به تیم اصلی النصر راه یافت و اولین قرارداد حرفه ای فوتبالش را در ۲۷ نوامبر ۲۰۱۷ با النصر امضا کرد 

### الوحده
وی در ۲۷ می ۲۰۱۸ با قراردادی قرضی و یکساله باشگاه الوحده پیوست و بعد از یک فصل دوباره به النصر بازگشت .

## افتخارات

### النصر
- سوپرجام فوتبال عربستان : ۲۰۲۰
- جام قهرمانان باشگاه‌های عربی :  ۲۰۲۳

### افتخارات فردی
- بهترین بازیکن جوان ماه لیگ حرفه‌ای فوتبال عربستان : نوامبر ۲۰۲۰ [۴]و مارچ ۲۰۲۲[۵]